# 개미학

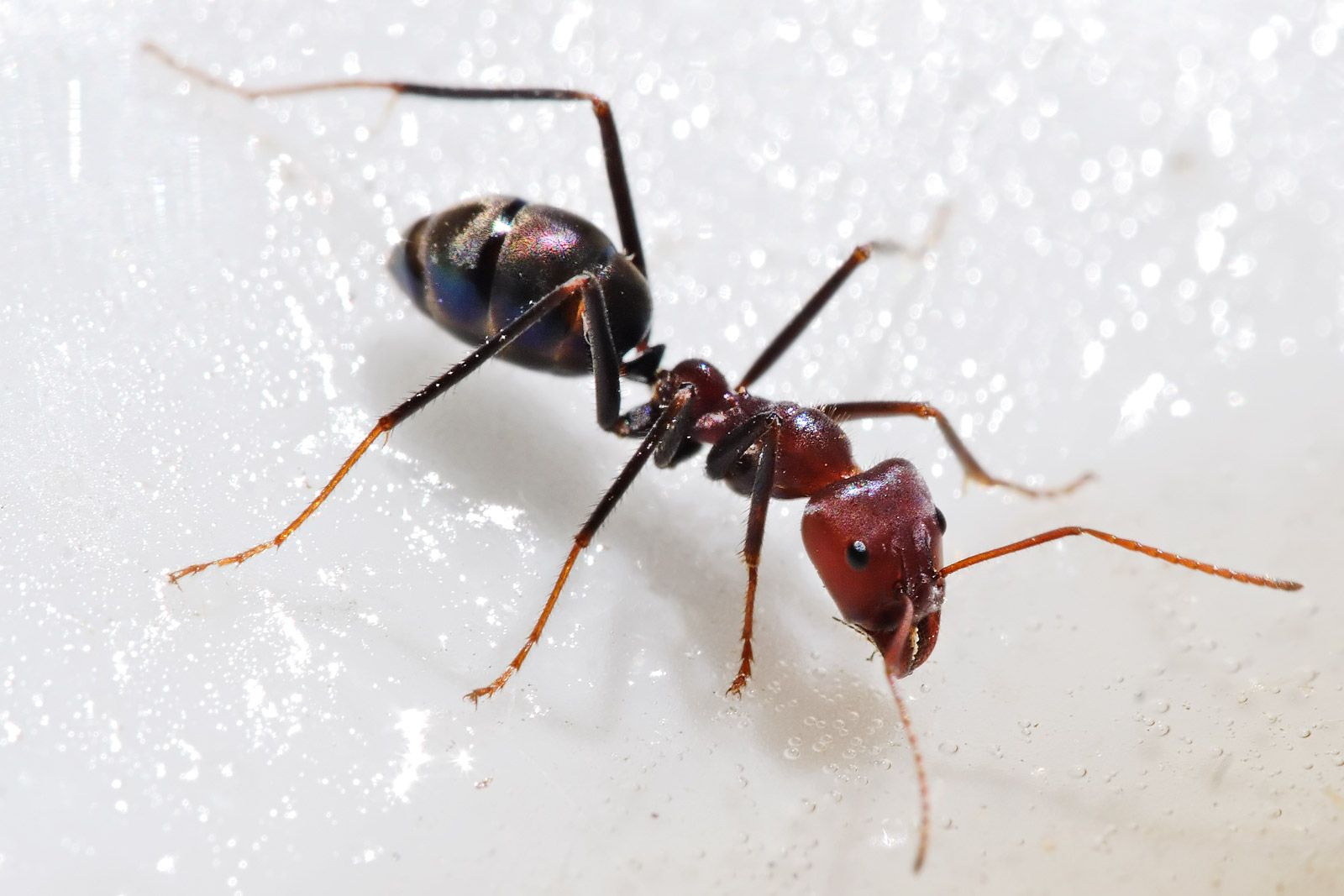
꿀을 빠는 고기개미

개미학 (Myrmecology, local pronunciation: [mɜːrmᵻˈkɒlədʒi]: 그리스어의 μύρμηξ, myrmex, "개미" 와  λόγος, logos, "학문"에서 유래함) 은 개미에 대한 과학적 연구에 집중하는 곤충학의 분파이다. 몇몇 초기 개미학자들은 개미 사회를 이상적인 사회의 형태로 여겼으며, 이를 연구하여 인류 사회의 문제의 해결책을 찾고자 하였다. 개미는 그 복잡하고 다양한 진사회성의 형태, 사회적 조직으로 인해 오늘날에도 사회체계의 혁신에 관한 연구를 위한 모델로 사용되고 있다. 개미 사회는 그 다양함과 생태계에서 차지하는 중요함으로 인해 생물다양성과 보존에 관한 연구에도 중요한 요소가 되었다. 요즈음에 개미 군체는 기계학습, 복잡한 상호작용 연결망과, 마주침과 상호작용 네트워크, 병렬연산 등의 컴퓨터 분야의 추계성과의 관련성을 연구하고 모델화하는 일에도 사용된다.

## 역사
개미의 삶에 대한 인류의 관심은 먼 옛날부터 수많은 고대의 전통민요와 함께 존재해왔지만, 개미학 myrmecology이라는 단어는 윌리엄 모턴 휠러(1865–1937)가 만들어냈다. 개미의 삶에 대한 탐색에 기반한 최초의 과학적 사고는 처음에는 본능, 학습, 사회에 대한 발상에 흥미가 있었던 스위스의 심리학자 오귀스트 포렐(1848–1931)이 보여주었다. 그는 1874년에 스위스의 개미에 대한 저서 《스위스의 개미들》(Les fourmis de la Suisse)을 썼고, 그의 집의 이름을 '라 푸르밀리에르'(La Fourmilière, "개미 식민지"라는 뜻)라고 지었다. 포렐은 초기의 연구에서 한 군체에 복수의 종의 개미를 혼합하는 시도를 하기도 했다. 그는 개미의 polydomy와 monodomy를 적었고 이를 국가의 군체와 비교하였다.
휠러는 개미의 사회적인 조직에 대한 새로운 관점으로 개미를 관찰하였고, 1910년에 우즈홀에서 초개체에 대한 발상을 선도한 "유기체로서의 개미군락"에 대한 강의를 진행했다. 휠러는 군체 내에서 먹이를 공유하는 영양교환을 개미 사회의 핵심으로 여겼다. 이는 염색한 음식을 이용하여 연구되었고 어떻게 음식이 군체 내에서 퍼지는지를 관찰할 수 있었다.
호레이스 도니스소프와 같은 몇몇 학자들은 개미의 계통분류학을 연구했다. 이러한 전통은 생물학의 다른 분야가 진보하기 전까지 세계 곳곳에서 지속되었다. 유전학의 도래, 비교행동학의 발상과 진보는 새로운 사상을 이끌었다. 이러한 조사는 사회생물학으로 명명된 분야를 창설한 에드워드 윌슨이 선도하였다.

## 학제간의 응용
공학자들은 생체모방을 위해, 네트워크 공학자들은 좀 더 효율적인 네트워크를 위해 개미를 연구한다. 어떻게 개미의 무리가 교통 정체 없이 움직이는지, 명령을 하달하는 상위 존재 없이 최대한 효율적인 경로로 이동하기 위해 움직임을 최적화하는지에 대해서는 명확하게 밝혀지지 않았다. 이미 개미 연구의 성과를 구조적인 설계와 상호연결망에 적용한 수많은 사례가 있지만, 인류가 만든 체계의 효율성은 여전히 개미군체의 효율성에 근접하지 못했다.

## 소설 속의 개미학자
워너 브라더스가 1954년에 개봉한 흑백서사영화 Them! 은 워싱턴DC의 농무부에서 개미학자 해롤드 메드포드 박사를(에드먼드 그웬 역) 방문하는 장면을 묘사한다.

## 유명한 개미학자
가나다순으로 정렬한다.
- 어니스트 앙드레 (1838–1911), 프랑스의 곤충학자
- 토마스 보그마이어 (1892–1975), 독일-브라질의 신학자, 곤충학자
- 윌리엄 L. 메이시 주니어 (1922–1997), 미국의 곤충학자
- 지오반니 코벨리 (1849–1937), 이탈리아의 곤충학자, 로베레토 박물관의 책임자
- 아서 찰스 콜 주니어 (1908–1955), 미국의 곤충학자
- 월터 세실 크롤리, 영국의 곤충학자
- 윌리엄 스틸 크라이튼 (1902–1973), 미국의 곤충학자
- 호레이스 도니소프 (1870–1951), 영국의 개미학자이며 몇몇 개미종을 명명함
- 카를로 에메리 (1848–1925), 이탈리아의 곤충학자
- 요한 크리스티안 파브리시우스 (1745–1808), 덴마크의 곤충학자, 린네의 제자
- 오귀스트 포렐 (1848–1931), 스위스의 개미학자이며 사람과 개미의 뇌 구조를 연구함
- 에밀 어거스트 괼디 (1859–1917), 스위스-브라질의 자연학자, 동물학자
- 윌리엄 굴드 (1715–1799), 호레이스 도니소프가 "영국의 개미학의 아버지"라 서술함
- 로버트 에드먼드 그레그 (1912–1991), 미국의 곤충학자
- 토마스 카버힐 젤던 (1811–1872), 영국의 내과의사, 동물학자, 식물학자
- 발터 볼프강 켐프 (1920–1976), 브라질의 개미학자
- 하인리히 커터 (1896–1990), 스위스의 개미학자
- 니콜라스 쿠즈네초프, '니콜라이 니콜라예비치 쿠즈네초프-우담스키'로도 알려짐 (1898–1963)
- 피에르 앙드레 라트레이유 (1762–1833) 프랑스의 곤충학자
- 존 러벅 경 (첫 번째 에이브버리 남작) (1834–1913), 막시목의 감각기관에 대해 저술함
- 윌리엄 T. 만 (1886–1960), 미국의 곤충학자
- 구스타브 마이어 (1830–1908), 오스트리아의 곤충학자이자 빈의 해충의 교수, 막시목의 전문가
- 카를로 메노지 also as Carlo Minozzi (1892–1943), 이탈리아의 곤충학자
- 빌헬름 닐란델 (1822–1899), 핀란드의 식물학자, 선태식물학자, 균류학자, 곤충학자, 개미학자
- 바질 데렉 랙 몰리 (1920–1969), 유전학, 동물의 사회적 행동, 농해충의 행동을 연구함
- 퍼거스 오루크 (1923– 2010), 아일랜드의 동물학자
- 율리우스 로저 (1819–1865), 독일의 내과의사, 곤충학자, 민속학자
- 펠릭스 상치 (1872–1940), 스위스의 곤충학자
- 시어도어 크리스찬 쉬네일라 (1902–1968), 미국의 동물심리학자
- 프레데릭 스미스 (1805–1879), 1949년부터 대영박물관의 동물학부에서 일한 막시목의 전문가
- 로이 R. 스넬링 (1934–2008), 미국의 곤충학자이며 수많은 희귀하거나 새로운 개미 종에 대한 중요한 발견에 기여함
- 에리히 바스만 (1859–1931), 오스트리아의 곤충학자
- 닐 앨버트 웨버 (1908–2001), 미국의 개미학자
- 존 오바다야 웨스트우드 (1805–1893), 영국의 곤충학자, 지질학자이며 예술적인 재능이 있다고 기록됨
- 윌리엄 모턴 휠러 (1865–1937), 미국 자연사 박물관의 무척추동물학 분야의 큐레이터이며 다양한 신종을 기술함

### 현시대의 개미학자
- 도낫 아고스티, 스위스의 곤충학자
- 체자레 바로니 우르바니, 스위스의 개미 분류학자
- 머레이 S. 블룸 (1929–), 미국의 화학생태학자, 페로몬의 전문가
- 배리 볼턴, 영국의 개미분류학자
- 알프레드 부싱어, 독일의 개미학자
- 앙리 카냥, 프랑스의 개미학자
- 존 S. 클라크, 스코틀랜드의 개미학자
- 세드릭 알렉스 콜링우드, 영국의 곤충학자
- 마크 애미던 데럽, 미국의 개미학자
- 프란세스크 자비에르 에스파달레 이 겔라베르트, 스페인의 개미학자, 지중해와 마카로네시아의 개미와 외래종의 전문가
- 데보라 고든 (1955–), 개미 군체의 행동과 생태학을 연구함
- 윌리엄 H. 고트왈드 주니어, 미국의 곤충학자
- 마이클 J. 그린, 화학적 단서와 행동패턴의 상효작용을 연구함
- 베르트 휄도블러 (1936–), 퓰리처상을 수상한 독일의 개미학자
- 로랑 켈러 (1961–), 스위스의 혁신적인 생물학자, 개미학자
- 존. E. 라트케
- 존 T. 롱기노, 미국의 곤충학자
- 마크 W. 모페트 (1958–), 미국의 곤충학자, 사진작가
- 코리 S. 모로, 미국의 혁신적인 생물학자, 곤충학자이며 개미의 진화와 다각화에 대해 저술함
- 저스틴 오블 슈미트, 미국의 곤충학자이며 개미, 말벌, 거미류의 화학적, 행동적 방어행위에 대해 연구함
- 베른하르트 사이페르트, 독일의 곤충학자
- 스티븐 O. 섀턱, 미국의-호주의 곤충학자
- 마리오 R. 스미스, 미국의 곤충학자
- 로버트 W. 테일러, 호주의 개미학자
- 알베르토 티나트 라네라, 스페인의 개미학자
- 월터 R. 칭켈, 미국의 개미학자
- 제임스 C. 트레거, 미국의 개미학자
- 게리 J. 엄프리, 미국의 생물통계학자, 개미학자
- 필립 S. 워드, 미국의 곤충학자
- 에드워드 오즈본 윌슨 (1929–), 퓰리처상을 수상한 미국의 개미학자이며 사회생물학 분야를 혁신함
- 최재천 (1954-) 한국의 개미학자

## 관련 용어
- Myrmecochorous (형용사) 개미가 흩뜨리는
- Myrmecophagous (형용사) 개미에게 먹이가 되는
- Myrmecophile (명사) 개미와 동지를 공유하는 습성이 있는 유기체. myrmecophilous (형용사), myrmecophily (명사)
- myrmidon (명사) 호메로스의 일리아드에 등장하는, 개미가 제우스의 권능을 통해 변신한 개미인간이며, 아킬레스의 전사로서 싸웠다.

## 참고 문서
- 개미사육
- 개미사육장
- 벌, 말벌, 개미 기록회
- 스티그머지, 개미 등의 사회성 곤충의 협업을 돕는 생물학적 기제
- 개미학 뉴스, 개미 연구를 위한 독립적인, 국제적인, 비영리적인 학술지
- 국제사회곤충연맹
- 개미집단최적화
- 군집지능

## 같이 보기
- 개미 사육
- 개미사육장
- 떼 지능